# Кстинино (Московская область)
Кстинино — деревня в Пушкинском районе Московской области России, входит в состав сельского поселения Ельдигинское. Население — 12 чел. (2010).

## География
Деревня Кстинино расположена на севере Московской области, в западной части Пушкинского района, примерно в 12 км к северу от центра города Пушкино, изначально по обе стороны реки Ольшанки, впадающей в реку Вязь, сейчас только на правом берегу.
К деревне приписано одно садоводческое товарищество. Ближайшие населённые пункты — Раково, Тишково, Ельдигино, Алёшино, Чернозёмово, Якшино, Семёновское.

## Транспорт
- 25 (пл. Правда — Ельдигино — Тишково)

## Население
| 1859 | 1890 | 1899 | 1926 | 2002 | 2006 | 2010 |
| ---- | ---- | ---- | ---- | ---- | ---- | ---- |
| 28   | ↗59  | ↗65  | ↗78  | ↘17  | ↗25  | ↘12  |

## История
Первые упоминания о деревни относятся к 1499 году, когда в писцовой книге князя Василия Ивановича Голенина-Ростовского, она указана как д. Косты села Пушкино. В 1574 году данная местность упоминается, как пустошь Костинская, находившаяся в поместье Петра Васильевича Морозова, который владел ей наряду с пустошью Чернозёмовской (сегодня — деревня Чернозёмово, расположенная в трёх километрах от Кстинино). В 1584 году — пустошь Ксты, на карте 1774 года — Кстенино.
В разные периоды владельцами и совладельцами Кстинино также были известные дворянские семьи Собакиных, Приимковых-Ростовских, Лодыженских (Ладыженских) и Измайловых.
В 1646 году сельцо Кстинино было в вотчине стольника Тимофея Алексеевича Собакина, в 1677 году оно перешло к его сыну, стольнику Якову Тимофеевичу. В 1690 году Яков Собакин перевёз в свои вотчины — сельцо Кстинино и сельцо Тишково Московского уезда крестьян из приданой вотчины жены — сельца Лопухово Ярославского уезда.

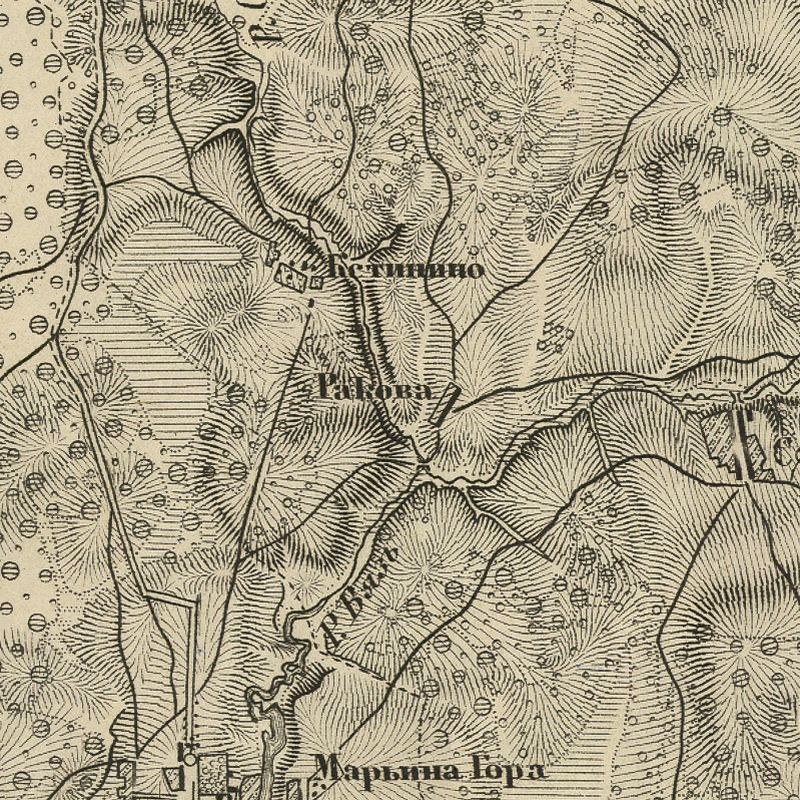
Кстинино на карте Московской губернии Ф. Ф. Шуберта, 1860 г.

В «Списке населённых мест» 1862 года Кстинино — владельческое сельцо 2-го стана Дмитровского уезда Московской губернии по правую сторону Московско-Ярославского шоссе (из Ярославля в Москву), в 28 верстах от уездного города, при речке Ольшанке, с 5 дворами и 28 жителями (14 мужчин, 14 женщин).
По данным на 1899 год Кстинино и Кстинино 2-е — деревни Богословской волости Дмитровского уезда с 29 и 36 душами населения соответственно.
В 1913 году — в двух деревнях 15 дворов.
По материалам Всесоюзной переписи населения 1926 года — деревня в Алёшинского сельсовета Софринской волости Сергиевского уезда в 10,66 км от Ярославского шоссе и 19,2 км от станции Софрино Северной железной дороги, проживало 78 жителей (33 мужчины, 45 женщин), насчитывалось 15 крестьянских хозяйств.
С 1929 года — населённый пункт в составе Пушкинского района Московского округа Московской области. Постановлением ЦИК и СНК от 23 июля 1930 года округа как административно-территориальные единицы были ликвидированы.
1929—1930, 1936—1954 гг. — деревня Тишковского сельсовета Пушкинского района.
1930—1936 гг. — деревня Тишковского сельсовета Зелёного города.
1954—1957 гг. — деревня Алёшинского сельсовета Пушкинского района.
1957—1959 гг. — деревня Алёшинского сельсовета Мытищинского района.
1959—1960 гг. — деревня Степаньковского (ранее Матюшинский) сельсовета Мытищинского района.
1960—1962 гг. — деревня Ельдигинского сельсовета Калининградского района.
1962—1963, 1965—1994 гг. — деревня Ельдигинского сельсовета Пушкинского района.
1963—1965 гг. — деревня Ельдигинского сельсовета Мытищинского укрупнённого сельского района.
В 1994 году Московской областной думой было утверждено положение о местном самоуправлении в Московской области, сельские советы как административно-территориальные единицы были преобразованы в сельские округа.
1994—2006 гг. — деревня Ельдигинского сельского округа Пушкинского района.
С 2006 года — деревня сельского поселения Ельдигинское Пушкинского муниципального района Московской области.